# Čínská lidová ozbrojená policie
Čínská lidová ozbrojená policie (Zhōngguó Rénmín Wǔzhuāng Jǐngchá Bùduì, zkráceně Wǔjǐng, čínské znaky: 中国人民武装警察部队) je součástí Ozbrojených sil Lidové republiky Číny a tvoří vnitřní vojenské síly Čínské lidové republiky. Skládá se z jednotek vnitřní ochrany, ochrany zlatých rezerv, lesů, hydroelektráren, dopravy, pohraničních jednotek, pobřežní stráže, jednotek veřejné bezpečnosti, hasičských oddílů a jednotek ochrany.

## Historie
V červnu 1982 rozhodl Ústřední výbor Komunistické strany Číny o vytvoření částí Lidové ozbrojené milice (LOM), které jsou součástí ozbrojených sil Čínské lidové republiky. Podobně jako Čínská lidová osvobozenecká armáda (ČLOA) jsou i oni pravidelnými složkami ozbrojených sil. V dubnu 1983 byl založen Hlavní štáb LOM, jehož velitelem je zároveň velitel těchto ozbrojených sil.
V srpnu 2009 byl přijat zvláštní zákon, který upevnil vedoucí úlohu LOM v boji proti různým hrozbám veřejné bezpečnosti. Tento zákon, schválený na 10. zasedání Trvalého výboru Všechčínského shromáždění lidových zástupců, stanovuje nové povinnosti pro LOM, včetně reakce na masové nepokoje, teroristické útoky a další hrozby veřejné bezpečnosti.
Podle čínských zákonodárců sehrála LOM klíčovou roli při udržování veřejného pořádku během nepokojů v Tibetu v roce 2008 a během násilných akcí v Urumči, administrativním centru Ujgurské autonomní oblasti, v červenci 2009. Tento zákon byl schválen konečně až ve druhém čtení, což je neobvyklé, neboť obvykle je potřeba tří jednání pro jeho schválení.
Síly LOM, jejichž celkový počet je asi 1,3 milionu lidí, jsou pod dvojitým velením: Státní rady a Ústřední vojenské komise Čínské lidové republiky. Jejich personál se řídí společnými vojenskými předpisy a pokyny a má stejná práva a normy zabezpečení jako Čínská lidová osvobozenecká armáda.
Do LOM patří jednotky vnitřní ochrany, které přímo podléhají Hlavnímu štábu LOM, a také jednotky pohraniční ochrany, vnitřní bezpečnosti a požární ochrany, které podléhají ministerstvu veřejné bezpečnosti Čínské lidové republiky. Kromě toho jsou pod dvojitým velením jak ze strany LOM, tak příslušných úřadů Státní rady, jednotky lesní ochrany, zabezpečení těžby zlata, silnice a stavební jednotky a jednotky ochrany a stavebních hydroenergetických objektů.

## Úkoly a funkce
Podle hlavního legislativního aktu - zákona ČLR "O lidové ozbrojené policii", který reguluje činnost této organizace, je hlavním jejím úkolem zajištění bezpečnosti státu a jeho občanů.
V článku 7 je uveden rozsáhlý seznam konkrétních funkcí:
1. Ochrana veřejných akcí, shromažďovacích míst nebo důležitých infrastrukturních objektů.
2. Ochrana věznic a předběžných vyšetřovacích zařízení.
3. Spolupráce s dalšími bezpečnostními orgány.
4. Patrolování ve městech centrálního podřízení, autonomních oblastech a dalších územích.
5. Aktivní účast na prevenci a řešení nepokojů, lidových bouří, závažných násilných zločinů.
6. Další úkoly související s zajištěním bezpečnosti, uložené vědomí Centrálního vojenského výboru.